# Sphenomorphus nigrolineatus
Sphenomorphus nigrolineatus — вид сцинкоподібних ящірок родини сцинкових (Scincidae). Ендемік Папуа Нової Гвінеї.

## Поширення і екологія
Sphenomorphus nigrolineatus мешкають в горах на півострові Папуа на південному сході Нової Гвінеї. Вони живуть в гірських тропічних лісах, на висоті від 500 до 1500 м над рівнем моря. Відкладають яйця.